# デニス・メドウズ

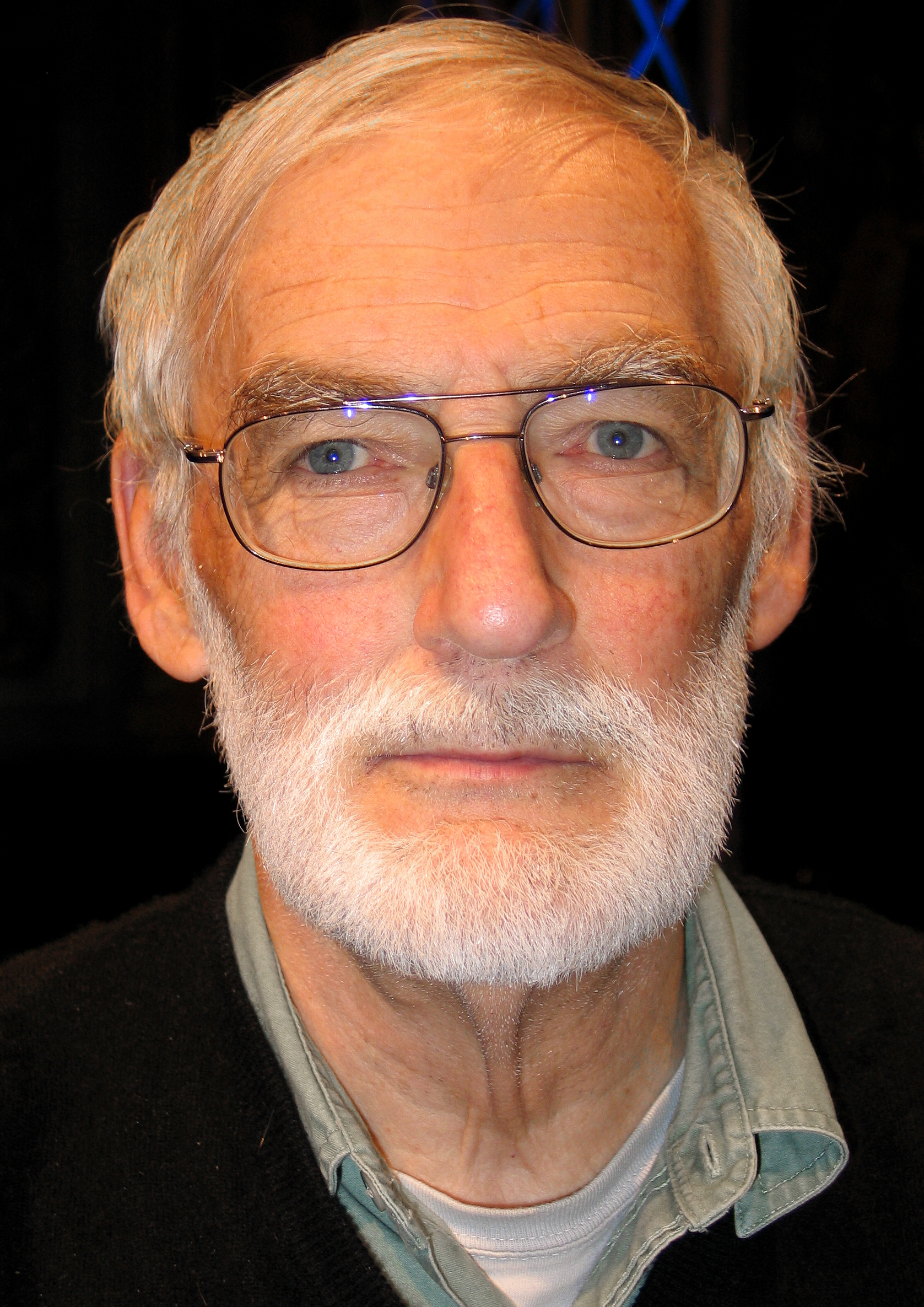
デニス・メドウズ（2012年）

デニス・メドウズ（Dennis Meadows、1942年6月7日 - ）はアメリカ合衆国の環境学者。専門はシステム力学。ローマクラブへの報告「成長の限界」のプロジェクトリーダーを務めゼロ成長論を提案して世界に大きな議論を巻き起こした。現在はニューハンプシャ―大学システム政策学の名誉教授でインタラクティブラーニング研究所代表。

## 経歴
1964年 カールトン・カレッジ卒業（化学専攻）、1969年 マサチューセッツ工科大学で経営学博士号取得。

## 受賞
- ハンガリー大統領の名誉勲章(2005年)
- ドイツユネスコ委員会の2006年平和賞(2006年)
- 日本国際賞(2009年)[1]

## 著書
- 成長の限界（The Limits to Growth） (1972年)
- 限界を超えて（Beyond the Limits）(1992年)
- Creating High Performance Teams (1997年)
- System Thinking Playbook (2001年)
- 成長の限界 人類の選択（Limits to Growth: The 30-Year Update）( 2004年)